# Anoncus simulans
Anoncus simulans är en stekelart som först beskrevs av Holmgren 1857.  Anoncus simulans ingår i släktet Anoncus och familjen brokparasitsteklar. Arten är reproducerande i Sverige. Inga underarter finns listade i Catalogue of Life.